# Eisenerz
Eisenerz è un comune austriaco di 4 329 abitanti nel distretto di Leoben, in Stiria; ha lo status di città (Stadt) e in passato era chiamato Innerberg.

## Geografia fisica
Antica città mineraria, si trova nella valle di Erzbach, dominata a est dal Pfaffenstein, a ovest dal Kaiserschild, e a sud dall'Erzberg (Alpi dell'Eisenerz).

## Storia

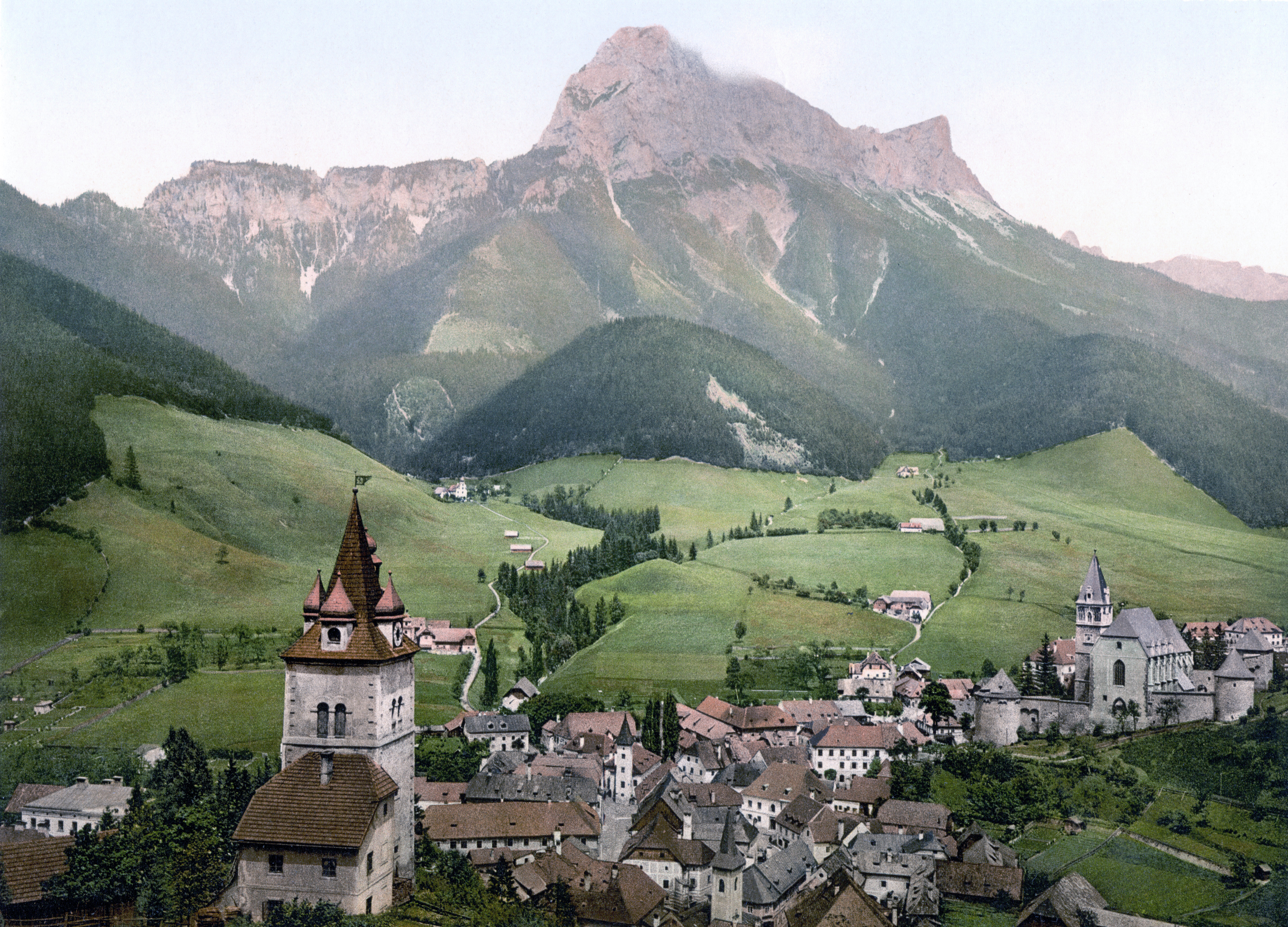
Eisenerz nel 1900 con vista sul Pfaffenstein

Durante la seconda guerra mondiale venne qui allestito un sottocampo del campo di concentramento di Mauthausen che forniva manodopera alla locale industria del ferro.

## Monumenti e luoghi d'interesse
Ha un interessante esempio di chiesa medievale fortificata, un edificio gotico fatto erigere da Rodolfo d'Asburgo nel XIII secolo e ricostruito nel XVI secolo.